# Lautaro Blanco
Lautaro Emanuel Blanco (Rosario, Santa Fe, Argentina; 19 de febrero de 1999) es un futbolista argentino, que juega como lateral izquierdo. Actualmente juega en el Club Atlético Boca Juniors de la Primera División de Argentina.

## Trayectoria

### Rosario Central
Debutó oficialmente el día 2 de noviembre de 2020 en la victoria por 2 a 1 frente a Godoy Cruz por la primera fecha de la Zona 3 de la fase de clasificación de la Copa de la Liga Profesional 2020, con Kily González como director técnico.
El 28 de abril de 2021, Lautaro hizo su debut internacionalmente jugando contra San Lorenzo de Almagro por la Fecha 2 de la fase de grupos de la Copa Sudamericana 2021, donde Rosario Central ganó 2 a 0 en condición de local.
En agosto de 2022, se anunció su fichaje por el Elche Club de Fútbol de la Primera División de España. Blanco continuó cedido en Central hasta enero de 2023.

### Elche CF
En noviembre de 2022, Lautaro llegó al Elche C. F. luego de que el club comprará su pase en junio de ese año a Rosario Central y que lo cediera a este mismo hasta fin de año, con el objetivo de finalizar la temporada en Argentina. Blanco debutó en el club español el 3 de enero de 2023 en la derrota 1 a 0 frente a A. D. Ceuta por los dieciseisavos de la Copa del Rey 2022-23.

### Boca Juniors
El 31 de enero de 2024, se anunció que Boca Juniors le compró al Elche el 50 % de la ficha de Blanco, en ese acuerdo con el representante de Lautaro, se incluyó el traspaso de Aarón Molinas al club Defensa y Justicia.Blanco rápidamente se ganó la titularidad como lateral izquierdo del Xeneize de la mano de Diego Martínez, sustituyendo a Frank Fabra quien ocupaba años como titular del equipo.El 25 de febrero de ese año, asistió a Cristian Medina para marcar el 1:1 en el superclásico argentino frente a River Plate.

## Selección nacional
El 3 de marzo de 2023, Blanco, junto a los campeones del mundo y otros nuevos nombres, fue incluido en la lista de treinta y cinco jugadores conformada por Lionel Scaloni para los partidos amistosos contra Panamá y Curazao a disputarse los días 23 y 28 de dicho mes respectivamente.

## Estadísticas

### Clubes
| Club | Div.          | Temporada     | Liga  | Liga  | Liga   | Copas Nacionales(1) | Copas Nacionales(1) | Copas Nacionales(1) | Copas Internacionales(2) | Copas Internacionales(2) | Copas Internacionales(2) | Total | Total | Total  |
| Club | Div.          | Temporada     | Part. | Goles | Asist. | Part.               | Goles               | Asist.              | Part.                    | Goles                    | Asist.                   | Part. | Goles | Asist. |
| --- | ------------- | ------------- | ----- | ----- | ------ | ------------------- | ------------------- | ------------------- | ------------------------ | ------------------------ | ------------------------ | ----- | ----- | ------ |
| Rosario Central Argentina | 1.ª           | 2020          | —     | —     | —      | 13                  | 0                   | 0                   | —                        | —                        | —                        | 13    | 0     | 0      |
| Rosario Central Argentina | 1.ª           | 2021          | 22    | 0     | 7      | 11                  | 0                   | 1                   | 10                       | 0                        | 2                        | 43    | 0     | 10     |
| Rosario Central Argentina | 1.ª           | 2022          | 25    | 0     | 5      | 15                  | 0                   | 0                   | —                        | —                        | —                        | 40    | 0     | 5      |
| Rosario Central Argentina | Total club    | Total club    | 47    | 0     | 12     | 39                  | 0                   | 1                   | 10                       | 0                        | 2                        | 96    | 0     | 15     |
| Elche C. F. · España | 1.ª           | 2022-23       | 17    | 0     | 2      | 1                   | 0                   | 0                   | —                        | —                        | —                        | 18    | 0     | 2      |
| Elche C. F. · España | 2.ª           | 2023-24       | 10    | 0     | 0      | 2                   | 0                   | 0                   | —                        | —                        | —                        | 12    | 0     | 0      |
| Elche C. F. · España | Total club    | Total club    | 27    | 0     | 2      | 3                   | 0                   | 0                   | 0                        | 0                        | 0                        | 30    | 0     | 2      |
| Boca Juniors Argentina | 1.ª           | 2024          | 21    | 0     | 1      | 17                  | 0                   | 5                   | 8                        | 0                        | 3                        | 46    | 0     | 9      |
| Boca Juniors Argentina | 1.ª           | 2025          | 18    | 0     | 2      | 1                   | 0                   | 0                   | 4                        | 0                        | 0                        | 24    | 0     | 2      |
| Boca Juniors Argentina | Total club    | Total club    | 39    | 0     | 3      | 18                  | 0                   | 5                   | 12                       | 0                        | 3                        | 70    | 0     | 11     |
| Total carrera | Total carrera | Total carrera | 113   | 0     | 17     | 60                  | 0                   | 6                   | 22                       | 0                        | 5                        | 196   | 0     | 28     |
| (1) Incluye Copa Argentina, Copa de la Liga Profesional y Copa del Rey. (2) Incluye Copa Sudamericana, Copa Libertadores y Mundial de Clubes. |               |               |       |       |        |                     |                     |                     |                          |                          |                          |       |       |        |